# Terlipresina
La terlipresina es un análogo sintético de la vasopresina. Las indicaciones aprobadas en el mundo son para el tratamiento de emergencia de hemorragia digestiva alta por varices esofágicas (HDAV) y síndrome hepatorrenal (SHR) tipo 1.1

## Farmacología
- Biodisponibilidad:100%
- Vías de administración:intravenosa (I.V.)
- Metabolismo:9 ml/kg/min
- media biológica:40 minutos
- Riesgos durante el embarazo y la lactancia:Categoría “X”

## Aprobación
La terlipresina fue aprobada por primera vez a principios de los 80 en Alemania para el tratamiento de pacientes con HDAV.  La terlipresina se ha comercializado en Europa, Sudamérica y Asia para el tratamiento de HDA. Terlipresina también fue aprobado para el tratamiento de SHR en Francia, India, Irlanda, México, Portugal, Corea del Sur, Tailandia y España.
En los EE. UU., la terlipresina fue aprobado en 2009 para SHR.

## Mecanismo de acción
Después de la administración intravenosa, terlipresina es transformado por la acción de enzimas en el agente de lisina-vasopresina activa. El metabolismo de la terlipresina resulta en una liberación gradual de la vasopresina, que a su vez determina la disminución del diámetro (vasoconstricción) en vasos sanguíneos que irrigan los órganos abdominales (esplácnicos), causando una mayor resistencia al flujo sanguíneo intestinal y de reducción de presión en la vena porta (vena de drenaje sangre del sistema digestivo)
La terlipresina disminuye la hipertensión portal e induce vasoconstricción en el territorio esplácnico, lo que lleva a la contracción de los músculos del esófago y la compresión de las varices esofágicas. La concentración de lisina-vasopresina liberada por la terlipresina se mantiene dentro de los niveles terapéuticos durante un período de 4 a 6 horas. La terlipresina tiene sólo el 3% de la acción antidiurética de la vasopresina natural, lo que hace que esta acción irrelevante desde el punto de vista clínico. El uso de terlipresina causa el efecto lento en la presión arterial durante 2 a 4 horas. Hay un ligero aumento en la presión arterial. El uso de terlipresina no tiene ningún efecto tóxico sobre el corazón, incluso a la dosis más alta. Rara vez se puede producir arritmias, bradicardia e insuficiencia cardiaca. Con el uso de terlipresina, la circulación de la sangre en el útero disminuye en gran medida. La terlipresina reduce la circulación sanguínea de la piel, causando palidez en el cuerpo y en la cara de paciente.

## Usos clínicos
La terlipresina se utiliza en el tratamiento de sangrado de tubo digestivo alto por várices esofágicas (HDAV) y el síndrome hepatorrenal (SHR) tipo 1, como se ha demostrado su eficacia en la reducción de la mortalidad y mejora la función renal.
Sobre la base de la reducción en el riesgo relativo de la mortalidad en un 34%, terlipresina se considera eficaz en el tratamiento de la hemorragia aguda de varices esofágicas. Por esta razón, la terlipresina debe ser considerado como el agente vasoactivo de elección, cuando sea posible, en casos de sangrado de varices aguda esofágicas.
En comparación con el octreótido en el tratamiento de HDAV, terlipresina parece tener un efecto hemodinámico más sostenido y corto en pacientes con HDAV hospitalizados con HDAV.
Los pacientes con cirrosis y síndrome hepatorrenal tipo 1 tratados con terlipresina mostraron una mejoría significativa de la función renal. La terlipresina invirtió el síndrome hepatorrenal en el 60% de los pacientes, y este cambio se asoció con una mejor supervivencia de los pacientes. La terlipresina es bien tolerado por la mayoría de los pacientes, y debe ser utilizado en el síndrome hepatorrenal tipo 1 previo al trasplante hepático.

## Efectos adversos
Las reacciones más comunes observadas en los estudios clínicos fueron cefalea, bradicardia, palidez de la cara y el cuerpo, la vasoconstricción periférica, isquemia periférica, hipertensión, calambres abdominales y diarrea transitoria

## Contraindicaciones
La terlipresina está contraindicada en casos de embarazo o hipersensibilidad a la terlipresina o a cualquiera de los excipientes

## Interacciones
La terlipresina aumenta el efecto hipotensor de los betabloqueantes no selectivos en la vena porta. El tratamiento concomitante con terlipresina y medicamentos para bradicardia (p. Ej. Propofol, sufentanilo) puede disminuir la frecuencia cardíaca y el gasto cardíaco.